# Ticodendraceae
Classification APG III (2009)
Famille
Les Ticodendraceae sont une famille de plantes dicotylédones de l'ordre des Fagales qui comprend une unique espèce, Ticodendron incognitum, d'arbres à feuilles persistantes, originaire de l'Amérique Centrale.

## Étymologie
Le nom vient du genre type Ticodendron composé de tico, nom familier donné aux personnes natives du Costa Rica, et du grec δένδρων / dendron, arbre, le nom signifiant donc littéralement « arbre  Costaricien ».

## Liste des genres
Selon World Checklist of Selected Plant Families (WCSP) (31 mai 2010), Angiosperm Phylogeny Website (31 mai 2010), NCBI (31 mai 2010) et DELTA Angio (31 mai 2010) :
- genre Ticodendron Gómez-Laur. & L.D.Gómez (1989)

## Liste des espèces
Selon World Checklist of Selected Plant Families (WCSP) (31 mai 2010), NCBI (31 mai 2010) et DELTA Angio (31 mai 2010) :
- genre Ticodendron Gómez-Laur. & L.D.Gómez (1989)
  - Ticodendron incognitum Gómez-Laur. & L.D.Gómez (1989)